# GEBA
GEBA (spanska: Club de Gimnasia y Esgrima, på svenska: gymnastik- och fäktningsklubben) är en idrottsförening från Buenos Aires, Argentina. Föreningen grundades 11 november 1880.
Föreningen har över 18 000 medlemmar och har aktivitet inom ett stort antal tävlingssporter samt andra typer av social samvaro (som t.ex. dans och teater). 
Klubben herrvattenpololag har blivit argentinska mästare 11 gånger, medan dess damvolleybollag blivit argentinska mästare tre gånger och sydamerikansk mästare två gånger. Lag inom övriga sektioner håller i huvudsak till i regionala ligor för Buenos Aires med omnejd. Inom fotboll var klubben främst framgångsrik under amatöreran. På dess stadium, Estadio GEBA, spelade Argentinas herrlandslag i fotboll landskamper från 1910 och framåt.